# Steenwerck
Steenwerck là một xã trong vùng Hauts-de-France, thuộc tỉnh Nord, quận Dunkerque, tổng Bailleul-Nord-Est. Nó nằm cách Lille 25 km (16 mi) về phía bắc và có dân số 3.519 (2013). Trong tiếng Pháp, một người đến từ Steenwerck được gọi là Steenwerckois.
Đây là nơi tổ chức sự kiện 100 km à pied, nổi bật với cuộc ma-ra-tông 100 km (62 mi).
Steenwerck còn có Le Musée de la Vie rurale (Bảo tàng cuộc sống nông thôn) cũng như ba nghĩa trang chiến tranh khối Thịnh vượng chung, và một nghĩa trang chiến tranh Đức.

## Các thành phố kết nghĩa
- Hemer, Đức